# Émile Guérinel
Pour les articles homonymes, voir Guérinel.
Émile Guérinel, né à Romagné le 3 juin 1929 et mort le 2 février 2014 à Fougères, est un coureur cycliste français.

## Palmarès
- 1949
  - 3e du Circuit des Trois Provinces (ex æquo avec René Ponzo)
- 1951
  - Grand Prix de Plouay
  - 3e du Circuit de la Côte d'Émeraude
- 1952
  - Grand Prix de Plouay
- 1953
  - Grand Prix du Libre Poitou
  - Circuit de l'Armorique
  - 2e de Paris-Camembert
- 1954
  - 4e étape du Circuit des Ardennes
  - 3e du Circuit des Ardennes
- 1955
  - 1re (b) et 2e étapes du Tour de la Manche
  - 2e du Grand Prix du Pneumatique
- 1958
  - Circuit de l'Armorique
  - Critérium de Saint-Georges-de-Chesné
- 1959
  - 3e de Rennes-Basse-Indre

## Résultats sur le Tour de France
2 participations
- 1953 : abandon (7e étape)
- 1954 : 65e